# Lijst van voetbalinterlands Brazilië - Japan
Deze lijst van voetbalinterlands is een overzicht van alle officiële voetbalwedstrijden tussen de nationale teams van Brazilië en Japan. De landen speelden tot op heden twaalf keer tegen elkaar. Het eerste duel, een vriendschappelijke wedstrijd, werd gespeeld in Rio de Janeiro op 23 juli 1989. De laatste ontmoeting, eveneens een vriendschappelijke wedstrijd, vond plaats op 6 juni 2022 in Tokio.

## Wedstrijden
| №  | Plaats         | Datum            | Competitie                   | Wedstrijd        | Uitslag |
| -- | -------------- | ---------------- | ---------------------------- | ---------------- | ------- |
| 1  | Rio de Janeiro | 23 juli 1989     | Vriendschappelijk            | Brazilië – Japan | 1 – 0   |
| 2  | Liverpool      | 6 juni 1995      | Vriendschappelijk            | Brazilië – Japan | 3 – 0   |
| 3  | Tokio          | 9 augustus 1995  | Vriendschappelijk            | Japan – Brazilië | 1 – 5   |
| 4  | Osaka          | 13 augustus 1997 | Vriendschappelijk            | Japan – Brazilië | 0 – 3   |
| 5  | Tokio          | 31 maart 1999    | Vriendschappelijk            | Japan – Brazilië | 0 – 2   |
| 6  | Kashima        | 4 juni 2001      | FIFA Confederations Cup 2001 | Brazilië – Japan | 0 – 0   |
| 7  | Keulen         | 22 juni 2005     | FIFA Confederations Cup 2005 | Japan – Brazilië | 2 – 2   |
| 8  | Dortmund       | 22 juni 2006     | WK 2006                      | Japan – Brazilië | 1 – 4   |
| 9  | Wrocław        | 16 oktober 2012  | Vriendschappelijk            | Japan − Brazilië | 0 − 4   |
| 10 | Brasilia       | 15 juni 2013     | FIFA Confederations Cup 2013 | Brazilië – Japan | 3 – 0   |
| 11 | Singapore      | 14 oktober 2014  | Vriendschappelijk            | Japan – Brazilië | 0 – 4   |
| 12 | Lille          | 10 november 2017 | Vriendschappelijk            | Japan – Brazilië | 1 – 3   |
| 13 | Tokio          | 6 juni 2022      | Vriendschappelijk            | Japan – Brazilië | 0 – 1   |

## Samenvatting
| Competitie              | Totaal gespeeld | Winst Brazilië | Gelijk | Winst Japan | Doelsaldo Brazilië – Japan |
| ----------------------- | --------------- | -------------- | ------ | ----------- | -------------------------- |
| WK-eindronde            | 1               | 1              | 0      | 0           | 4 − 1                      |
| FIFA Confederations Cup | 3               | 1              | 2      | 0           | 5 − 2                      |
| Vriendschappelijk       | 9               | 9              | 0      | 0           | 26 − 2                     |
| Totaal                  | 13              | 11             | 2      | 0           | 35 − 5                     |

Wedstrijden bepaald door strafschoppen worden, in lijn met de FIFA, als een gelijkspel gerekend.

## Details

### Eerste ontmoeting
| Vriendschappelijk (Rio de Janeiro, Brazilië, 23 juli 1989): |       |       |
| Brazilië                                                    | 1 – 0 | Japan |
| Bismarck 71'                                                | goals |       |

### Tweede ontmoeting
| Vriendschappelijk (Liverpool, Engeland, 6 juni 1995): |       |       |
| Brazilië                                              | 3 – 0 | Japan |
| Roberto Carlos 6' Zinho 51' Zinho 63'                 | goals |       |

### Derde ontmoeting
| Vriendschappelijk (Tokio, Japan, 9 augustus 1995): |       | |
| Japan                                              | 1 – 5 | Brazilië |
| Masahiro Fukuda 48'                                | goals | 20' (e.d.) Nobuyuki Kojima 23' Edmundo Alves de Souza Neto 59' Leonardo 71' César Sampaio 89' Sávio Bortolini Pimentel |

### Vierde ontmoeting
| Japan | 0 – 3 | Brazilië                                                    |
|       | goals | 20' Flávio Conceição 57' Flávio Conceição 63' Júnior Baiano |

### Vijfde ontmoeting
| Japan | 0 – 2 | Brazilië                       |
|       | goals | 13' Márcio Amoroso 48' Émerson |

### Zesde ontmoeting
| Japan | 0 – 0 | Brazilië |
|       | goals |          |

### Achtste ontmoeting
| WK 2006 (Dortmund, Duitsland, 22 juni 2006): |              | |
| Japan | 1 – 4        | Brazilië                                                                                            |
| Keiji Tamada 34' | goals        | 45+1' Ronaldo 53' Juninho 59' Gilberto 81' Ronaldo                                                  |
| Zico | bondscoach   | Carlos Alberto Parreira                                                                             |
| Yoshikatsu Kawaguchi Alessandro Santos Keisuke Tsuboi Akira Kaji Yuji Nakazawa Hidetoshi Nakata Mitsuo Ogasawara 56' Shunsuke Nakamura Junichi Inamoto Seiichiro Maki 60' Keiji Tamada | opstellingen | 82' Dida Cicinho Lúcio Juan Gilberto Juninho 71' Kaká Gilberto Silva 71' Ronaldinho Ronaldo Robinho |
| Koji Nakata 56' Naohiro Takahara 60' 66' Masashi Oguro 66' | wissels      | 71' Zé Roberto 71' Ricardinho 82' Rogerio Ceni                                                      |
| Akira Kaji 40' | gele kaarten | 44' Gilberto                                                                                        |

### Tiende ontmoeting
| FIFA Confederations Cup 2013 (Brasilia, Brazilië, 15 juni 2013): |       |       |
| Brazilië                                                         | 3 – 0 | Japan |
| Neymar 3' Paulinho 48' Jô 90'                                    | goals |       |

### Twaalfde ontmoeting
| Vriendschappelijk (Lille, Frankrijk, 10 november 2017): |       |                                                 |
| Japan                                                   | 1 – 3 | Brazilië                                        |
| Tomoaki Makino 63'                                      | goals | 10' (pen.) Neymar 17' Marcelo 36' Gabriel Jesus |